# What's Eating Gilbert Grape
What's Eating Gilbert Grape is een Amerikaanse film uit 1993 onder regie van Lasse Hallström. De film is gebaseerd op een boek van schrijver Peter Hedges.

## Verhaal
Gilbert Grape woont in een klein en saai dorpje, genaamd Endora. Hier zorgt hij voor zijn broertje met een verstandelijke beperking. Elk jaar komen er vakantiegangers met campers langs die op weg zijn naar hun vakantiebestemming. Een van de campers krijgt pech, waardoor Becky en haar oma noodgedwongen in Endora moeten blijven. Gilbert gaat, mede dankzij zijn broertje, veel met Becky om en wordt verliefd op haar. Maar ook thuis heeft hij zijn verplichtingen, waardoor hij in de problemen komt.

## Rolverdeling
| Acteur                | Personage       |
| --------------------- | --------------- |
| Johnny Depp           | Gilbert Grape   |
| Leonardo DiCaprio     | Arnie Grape     |
| Juliette Lewis        | Becky           |
| Mary Steenburgen      | Betty Carver    |
| Darlene Cates         | Bonnie Grape    |
| Laura Harrington      | Amy Grape       |
| Mary Kate Schellhardt | Ellen Grape     |
| Kevin Tighe           | Ken Carver      |
| John C. Reilly        | Tucker Van Dyke |
| Crispin Glover        | Bobby McBurney  |